# Babka tęczowa
Babka tęczowa, babeczka tęczowa (Vanderhorstia delagoae) – gatunek ryby okoniokształtnej z rodziny babkowatych (Gobiidae).

## Występowanie
Zachodni Ocean Indyjski od Morza Czerwonego po Mozambik na wschodzie po południowy Madagaskar oraz Seszele i Reunion.

## Cechy morfologiczne
Osiąga 7,5 cm długości. Wzdłuż linii bocznej 45–55 łusek. Na pierwszym łuku skrzelowym 10–12 wyrostków filtracyjnych, 1–3 na górze i 9 na dole. W płetwach grzbietowych 7 twardych i 13–14 miękkich promieni, w płetwie odbytowej 1 twardy i 13–14 miękkie promienie. W płetwach piersiowych 18–20 promieni.